# Strikeforce: Fedor vs. Henderson
Strikeforce / M-1 Global: Fedor vs. Henderson（ストライクフォース / エムワン・グローバル：ヒョードル・バーサス・ヘンダーソン）は、アメリカ合衆国の総合格闘技団体「Strikeforce」の大会の一つ。2011年7月30日、イリノイ州シカゴのシアーズ・センターで開催された。

## 大会概要
本大会ではエメリヤーエンコ・ヒョードルと世界ライトヘビー級王者ダン・ヘンダーソンによるヘビー級ワンマッチが組まれた。
KOTC世界ライト級王者ボビー・グリーンがStrikeforceデビュー。

## 試合結果

### プレリミナリーカード
第1試合 ヘビー級ワンマッチ 5分3R
○  ガブリエル・サリナス＝ジョーンズ vs.  ブライアン・ヒュームズ ×
3R 1:19 ダースチョーク
第2試合 ミドル級ワンマッチ 5分3R
○  デレク・ブランソン vs.  ルムンバ・セイヤーズ ×
1R 4:33 リアネイキドチョーク
第3試合 女子バンタム級ワンマッチ 5分3R
○  アレクシス・デイヴィス vs.  ジュリー・ケッジー ×
3R終了 判定3-0
第4試合 ウェルター級ワンマッチ 5分3R
○  タイラー・スティンソン vs.  エデュアルド・パンプロナ ×
1R 0:15 KO（パンチ）
第5試合 ライト級ワンマッチ 5分3R
○  J.Z.カルバン vs.  ボビー・グリーン ×
3R終了 判定2-1

### メインカード
第6試合 ウェルター級ワンマッチ 5分3R
○  タレック・サフィジーヌ vs.  スコット・スミス ×
3R終了 判定3-0
第7試合 ウェルター級ワンマッチ 5分3R
○  タイロン・ウッドリー vs.  ポール・デイリー ×
3R終了 判定3-0
第8試合 ミドル級ワンマッチ 5分3R
○  ティム・ケネディ vs.  ロビー・ローラー ×
3R終了 判定3-0
第9試合 Strikeforce女子バンタム級タイトルマッチ 5分5R
○  ミーシャ・テイト vs.  マルース・クーネン ×
4R 3:03 肩固め
※テイトが王座獲得に成功。
第10試合 ヘビー級ワンマッチ 5分3R
○  ダン・ヘンダーソン vs.  エメリヤーエンコ・ヒョードル ×
1R 4:12 TKO（右アッパー→パウンド）